# Sielce (rejon kowelski)
Sielce (ukr. Сільце; przed wojną Sielce Górnickie lub Sielce Korteliskie) – wieś na Ukrainie w rejonie kowelskim, obwodu wołyńskiego. Wieś została założona w 1844 roku. W II Rzeczypospolitej miejscowość wchodziła w skład gminy wiejskiej Górniki w powiecie kowelskim województwa wołyńskiego. W pobliżu wsi, przy trasie E85 leży niewielki przysiółek Smolna. Sielce pierwotnie były położone wśród rozległych bagien (bagno Mielikowo), które w drugiej połowie XX wieku zostały zmeliorowane. W wyniku melioracji przestał istnieć leżący w pobliżu wsi chutor Ostrów.
Do 2020 w rejonie ratnieńskim.